# Malé kočky
Malé kočky (Felinae) jsou podčeledí kočkovitých šelem. Je to skupina zahrnující většinu druhů koček, včetně domácí kočky. Rozlišovacím znakem je mimo jiné menší vzrůst a chybějící chrupavčitá jazylka a silné vláknité výrůstky v hrtanu, díky kterým velké kočky (např. lev) vydávají hlasitý řev, což malé kočky nedokážou. Obývají celý svět kromě Antarktidy, do Austrálie se kočky dostaly až s člověkem. Divoké druhy žijí i v těžko dostupných a nehostinných oblastech, některé jsou ohrožené. V Evropě žijí tři druhy – kočka divoká, rys ostrovid a kriticky ohrožený rys iberský.

## Klasifikace
- Acinonyx
  - gepard (Acinonyx jubatus)
  - Acinonyx aicha †
  - Acinonyx intermedius †
  - Acinonyx pardinensis †
- Caracal
  - kočka zlatá (Caracal aurata)
  - karakal (Caracal caracal)
- Catopuma
  - kočka bornejská (Catopuma badia)
  - kočka Temminckova (Catopuma temminckii)
- Felis
  - kočka bažinná (Felis chaus)
  - kočka černonohá (Felis nigripes)
  - kočka pouštní (Felis margarita)
  - kočka divoká (Felis silvestris)
  - kočka domácí (Felis catus)
  - kočka plavá (Felis lybica)
  - Felis lunensis †
- Leopardus
  - ocelot velký (Leopardus pardalis)
  - margay (Leopardus wiedii)
  - kočka pampová (Leopardus colocolo) – včetně L. pajeros a L. braccatus
  - kočka horská (Leopardus jacobita)
  - ocelot stromový (Leopardus tigrinus)
  - kočka tmavá (Leopardus guigna)
  - kočka slaništní (Leopardus geoffroyi)
- Leptailurus
  - serval (Leptailurus serval)
- Lynx
  - rys červený (Lynx rufus)
  - rys kanadský (Lynx canadensis)
  - rys ostrovid (Lynx lynx)
  - rys iberský (Lynx pardinus)
- Miracinonyx†
  - Miracinonyx trumani †
  - Miracinonyx inexpectatus †
  - Miracinonyx studeri†
- Otocolobus
  - manul (Otocolobus manul)
- Pardofelis
  - kočka mramorovaná (Pardofelis marmorata)
- Pratifelis †
  - Pratifelis martini †
- Prionailurus, skupina česky nazývána jako asijské malé kočky
  - kočka cejlonská (Prionailurus rubiginosus)
  - kočka plochočelá (Prionailurus planiceps)
  - kočka rybářská (Prionailurus viverrinus)
  - kočka bengálská (Prionailurus bengalensis)
- Pristifelis †
  - Felis attica †
- Puma
  - jaguarundi (Puma yagouaroundi)
  - puma americká (Puma concolor)